# Frente Unido Democrático Andino Revolucionario del Perú
El Frente Unido Democrático Andino Revolucionario del Perú fue una alianza entre el Militarizado Partido Comunista del Perú (MPCP) y la Asociación Plurinacional de Reservistas del Tawantinsuyo (ASPRET) con el objetivo de conciliar ambas facciones subversivas.
El Frente Unido fue establecido en 2017 tras los acuerdos llegados por los líderes de ambas facciones: Víctor Quispe Palomino, alias "Camarada José", (MPCP) y Eddy Villarroel Medina, "Comandante Sacha" (ASPRET). La reunión de la creación del Frente Unido fue difundido por redes sociales en un video. Tras la reunión, el "Comandante Sacha" se convirtió en portavoz del MPCP.
En 2019, el "Comandante Sacha" fue detenido. Según el Comandante  Sacha aquella reunión tenía el objetivo que consolidar un acuerdo de paz entre el Estado y el MPCP.